# J. Slauerhoff
Jan Jacob Slauerhoff (Leeuwarden, 15 de septiembre de 1898- 5 de octubre de 1936), que publicaba como J. Slauerhoff o John Ravenswood, fue un poeta y novelista neerlandés de la primera mitad del siglo XX.

## Reseña biográfica

### Infancia, juventud, comienzos literarios
Jan Jacob Slauerhoff fue el quinto de los seis hijos de una familia protestante de clase media de Leeuwarden. Sufría de ataques de asma por lo que pasaba temporadas en la isla de Vlieland con su familia del lado materno.
En 1916 comenzó a estudiar medicina en Ámsterdam, época en la que trabó amistad con el escritor Simon Vestdijk. Colaboró con las revistas literarias Het Getij y Vrije Bladen.
Después de su graduación en 1923 comenzó a trabajar como médico de a bordo lo que le permitió  viajar por Asia, Sudamérica y África. De salud frágil se veía obligado a regresar a Holanda, donde intentaba establecerse, y, sin lograrlo, volvía a embarcarse.
Publicó Archipel, su primer poemario, en 1923, al que le seguirían Oost-Azië (1928) y Yoeng poe tsjoeng (1930), inspirados en la cultura oriental.
En 1930 contrajo matrimonio con la bailarina Darja Collin. El hijo de ambos murió al nacer, lo que sumiría a Slauerhoff en una depresión que desembocaría en el divorcio de ambos en 1935.
Su primera novela El reino prohibido apareció por entregas en la revista literaria Forum, prestigiosa publicación de entreguerras, fundada por Menno ter Braak, Maurice Roelants y Edgar du Perron. En el mismo año se editó en forma de libro.

### Portugal, España y Latinoamérica
Portugal está muy presente en su primera novela, El reino prohibido (Het verboden rijk, 1932); Lisboa, la colonia portuguesa Macao y el escritor Luís de Camões (Os Lusíadas, 1572) tienen en ella un papel fundamental.
En 1933 publicó Soleares, un libro de poesía cargado de referencias a la península ibérica y a América Latina. Visitó al novelista Albert Helman en Barcelona y, en 1934, viajaron juntos hasta Málaga y Algeciras. Slauerhoff se establece en Tánger como médico. Luego se mudó a París para especializarse en dermatología.
Además de Soleares, su interés por el mundo hispanohablante se expresó en traducciones que realizó del castellano (poemas de su admirado Rubén Darío y novelas como Don Segundo Sombra, El doctor inverosímil y La sombra del caudillo) y en artículos periodísticos y crónicas. La acción de su última novela De opstand van Guadalajara [«La rebelión de Guadalajara», 1937] se desarrolla en México, otra prueba de esta inclinación.

### Final
Además de separarse de Darja Collin, en 1935 perdió la amistad de Edgar du Perron y, en consecuencia se distanció de la revista Forum. Su salud fue empeorando, ingresó a un hospital en Génova sufriendo de malaria y una afección renal. Su amiga de juventud, Heleen Hille Ris Lambers y el poeta A. Roland Holst lo acompañaron en este período. Regresó a Holanda, sin haberse repuesto de la tuberculosis y la malaria.  Murió el 5 de octubre de 1936 en Hilversum, poco antes de su muerte apareció el poemario «Una honrada tumba de marinero».

## John Ravenswood
En diciembre de 2014 nació en la ciudad española de Almería la editorial independiente Ravenswood Books, que especializada en poesía fue bautizada de esta guisa en honor a Jan Jacob Slauerhoff, tomando para tal empeño el seudónimo del escritor neerlandés (tal y como firmó entre otros el poemario Oost-Azië, 1928) y dando comienzo al mismo tiempo la publicación de la revista literaria Ravenswood Magazine. Como curiosidad, en 2014 el poeta y narrador Antonio Cruz Romero dio vida en su relato «El caso del vino del tío Apicio» (incluido en Cuentos macabros ilustrados y otros relatos de terror) a un periodista cuyo nombre atendía al de John Ravenswood, citando a su vez a la costarricense Caridad Rodríguez, la última compañera sentimental de Slauerhoff.

## Estilo y temas
El estilo de sus escritos es romántico y con algo de simbolismo. Suele ser autobiográfico. Viajes (iniciáticos), el amor, el mar, los países lejanos, son temas recurrentes en su prosa y poesía.

## Distinciones
- C.W. van der Hoogtprijs (1934) por Soleares

### Obras selectas

#### Poesía
Archipel (1923).
Clair-obscur (1926).
Oost-Azië (1928, como John Ravenswood).
Eldorado (1928).
Fleurs de marécage (1929).
Saturnus (1930).
Yoeng poe tsjoeng (1930).
Serenade (1930).
Soleares (1933).
Een eerlijk zeemansgraf  («Una honrada tumba de marino», 1936).
Al dwalend («Ya vagando», 1947).

#### Prosa
Het lente-eiland (Kau-Lung-Seu) («La isla de la primavera», cuentos, 1930).
Schuim en asch (Espuma y ceniza, cuentos, 1930).
De erfgenaam («El heredero», cuentos, 1930).
Het verboden rijk (El reino prohibido, novela, 1932).
De opstand van Guadalajara («La rebelión de Guadalajara», novela, 1937).
Alleen de havens zijn ons trouw («Solo los puertos nos son fieles», crónicas de viaje, [1926-1932], 1992).

#### Teatro
Jan Pietersz. Coen (1931).

#### Varios
Verzamelde werken («Obras completas», edición de K. Lekkerkerker, 1941-1958).
Verzamelde gedichten («Poesía completa», edición de K. Lekkerkerker, 1940-1941, reeditado por vigésima vez en 2008).
Het heele leven is toch verloren. Gedichten, brieven en essays. (Poemas, cartas y ensayos seleccionados por Arie Pos y Menno Voskuil, con un ensayo de Niels Bokhove, 2012).

#### Novelas que tradujo del español
Ricardo Güiraldes. Don Segundo Sombra (1930, con R. Schreuder).
Guillermo Hernández Mir. De hof der oranjeboomen (El patio de los naranjos,1932, con R. Schreuder).
Ramón Gómez de la Serna. Dokter hoe is het mogelijk (El doctor inverosímil, 1935).
Martín Luis Guzmán. In de schaduw van den leider (La sombra del caudillo, 1937, con G.J. Geers).

### Traducciones al español
Selección de poemas de Slauerhoff en Antología de la Poesía Neerlandesa Moderna. Traducción de Francisco Carrasquer. Barcelona, 1971.
Espuma y ceniza (Schuim en asch, cuentos, 1930). Traducción de Julio Grande Morales. México D.F., 2011.
Solo en mis poemas puedo vivir. Antología esencial. Edición de Antonio Cruz Romero. Traducción de Antonio Cruz Romero. Madrid, 2012.
Selección de poemas de Slauerhoff en Lo que es. Poetas de la lengua neerlandesa. Traducción de Omar Pérez. La Habana, 2013.
El reino prohibido (Het verboden rijk, novela, 1932). Traducción de Antonio Cruz Romero. Madrid, 2014.
«El erebo» («De Erebos», cuento, 1930). Traducción de Guillermo Briz. En: Voces de las tierras bajas. Bogotá, 2016.
En memoria de mí mismo. Nueva antología poética. Edición corregida y ampliada de Antonio Cruz Romero. Traducción de Antonio Cruz Romero. [Almería], 2018.
De todos modos la vida entera está perdida. Homenaje a J. J. Slauerhoff. Revista con material de y sobre Slauerhoff. [Almería], 2018.

#### Ensayo sobre los viajes de Slauerhoff a Buenos Aires
Las fronteras del yo. Entre señoras, prostitutas, indios y gauchos. Alejandra Szir. [Almería], 2017.